# Asamblea Nacional de Níger
La Asamblea Nacional (Assemblée Nationale) es el único órgano legislativo unicameral de la República de Níger. La Asamblea Nacional se encarga de proponer y elaborar leyes, y se le requiere la aprobación de toda legislación en el país.

## Historia
La Asamblea Nacional se estableció a través de las reformas al Consejo Constitucional de la Colonia de Níger durante el período colonial francés. Funcionó a partir de 1958 hasta la independencia en 1960, hasta el Golpe de Estado de 1974 en Níger. Durante el curso del gobierno militar, desde 1974 hasta 1991, un cuerpo consultivo (el Alto Consejo de la República de Níger) fue reformado para convertirse en un órgano análogo a la Asamblea Nacional. Esto funcionó durante el período de la Convenión Constitucional de la Segunda República de Níger (1991–1993) y fue reconstituido como Asamblea Nacional en la Tercera República (1993–1996). Tras el Golpe de Estado de 1996 en Níger la Asamblea Nacional fue suspendida de nuevo, y reinstaurada en 1997 bajo la Cuarta República. De nuevo, tras el Golpe de Estado de 1999 en Níger, la Asamblea Nacional fue suspendida, pero esta vez se reconstituyó en un año bajo la Quinta República de Níger (1999–presente).